# Nantes-en-Ratier
Nantes-en-Ratier (auch: Nantes-en-Rattier) ist eine französische Gemeinde mit 468 Einwohnern (Stand: 1. Januar 2022) im Département Isère in der Region Auvergne-Rhône-Alpes (vor 2016 Rhône-Alpes). Sie gehört zum Arrondissement Grenoble und zum Kanton Matheysine-Trièves. Die Einwohner werden Nantois genannt.

## Geographie
Nantes-en-Ratier liegt etwa 29 Kilometer südsüdöstlich von Grenoble an der „Route Napoléon“ (RN 85) auf der Matheysin-Hochebene. An der südlichen Gemeindegrenze mündet die Roizonne in die Bonne. Umgeben wird Nantes-en-Ratier von den Nachbargemeinden Saint-Honoré im Nordwesten und Norden, La Valette im Osten, Siévoz im Südosten und Süden, Saint-Laurent-en-Beaumont im Süden sowie Sousville im Südwesten und Westen.
Die nächstgelegene Stadt ist La Mure (ca. 5000 Einwohner), etwa vier Kilometer südwestlich.

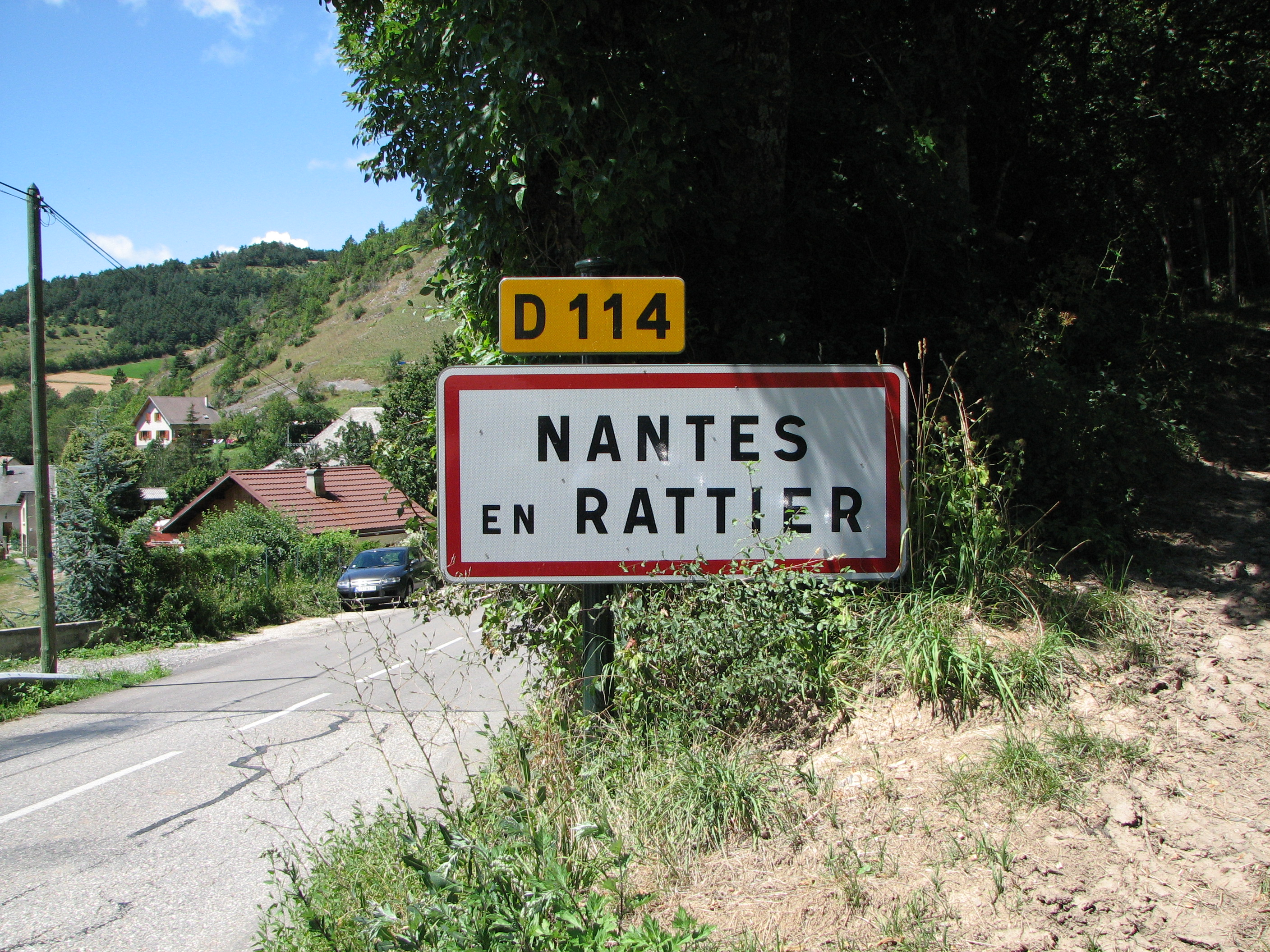
Ortseingang Nantes-en-Ratier
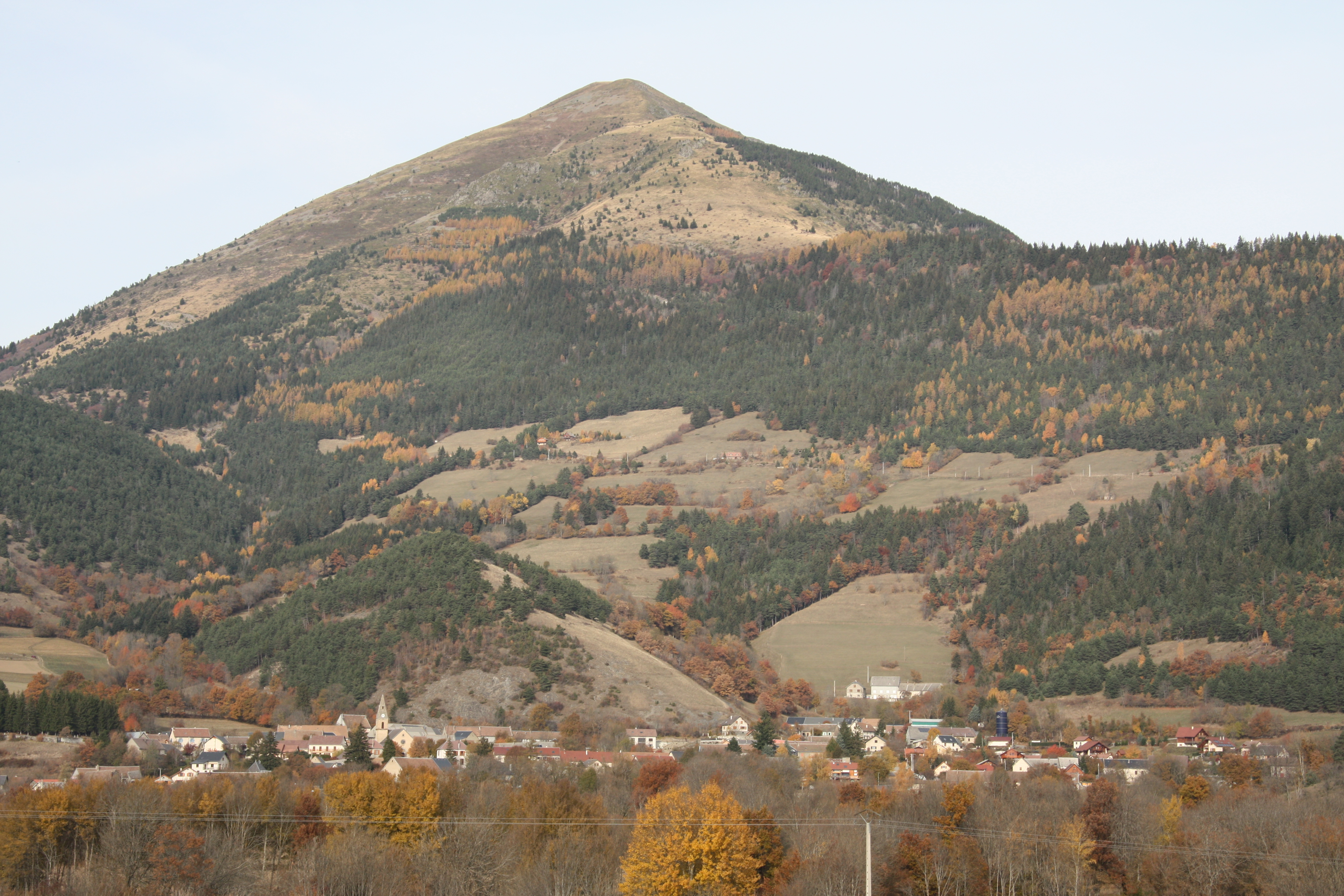
Der Berg Le Tabor mit Nantes-en-Ratier im Vordergrund

## Geschichte
Im 18. Jahrhundert wurde die Gemeinde unter dem Namen Ratiers & Nantes, en Dauphiné, diocèse, parlement, intendance et élection de Grenoble erwähnt.

## Bevölkerungsentwicklung
| Jahr                       | 1962 | 1968 | 1975 | 1982 | 1990 | 1999 | 2006 | 2013 | 2021 |
| -------------------------- | ---- | ---- | ---- | ---- | ---- | ---- | ---- | ---- | ---- |
| Einwohner                  | 400  | 367  | 333  | 333  | 372  | 389  | 453  | 474  | 465  |
| Quellen: Cassini und INSEE |      |      |      |      |      |      |      |      |      |

## Sehenswürdigkeiten
- Kirche Saint-Georges
- zwei Kapellen (in den Ortsteilen Le Freynet und Le Haut Roizon)
- Viadukt von Roizonne
- Reste einer Burg aus dem 11. Jahrhundert[2]

## Wirtschaft
Größter Arbeitgeber der Gemeinde ist das Strukturunternehmen Gammariello mit sechs bis neun Beschäftigten. Es folgen fünf weitere Betriebe mit zwischen ein und zwei Mitarbeitern.

## Kultur und Erbe
Die Römisch-Katholische Kirche wurde 1853 erbaut, um eine Kapelle auf dem alten Friedhof zu ersetzen. Im Jahr 2012 wurde der Glockenturm restauriert. Die Kirchengemeinde wird von der Pfarrei Saint-Pierre-Julien-Eymard bedient.

## Bildung
In der Gemeinde gibt es eine Grundschule mit zwei Klassen; die Sekundarschulbildung erfolgt am Louis Mauberret College in La Mure.